# Vincze Zoltán (történész)

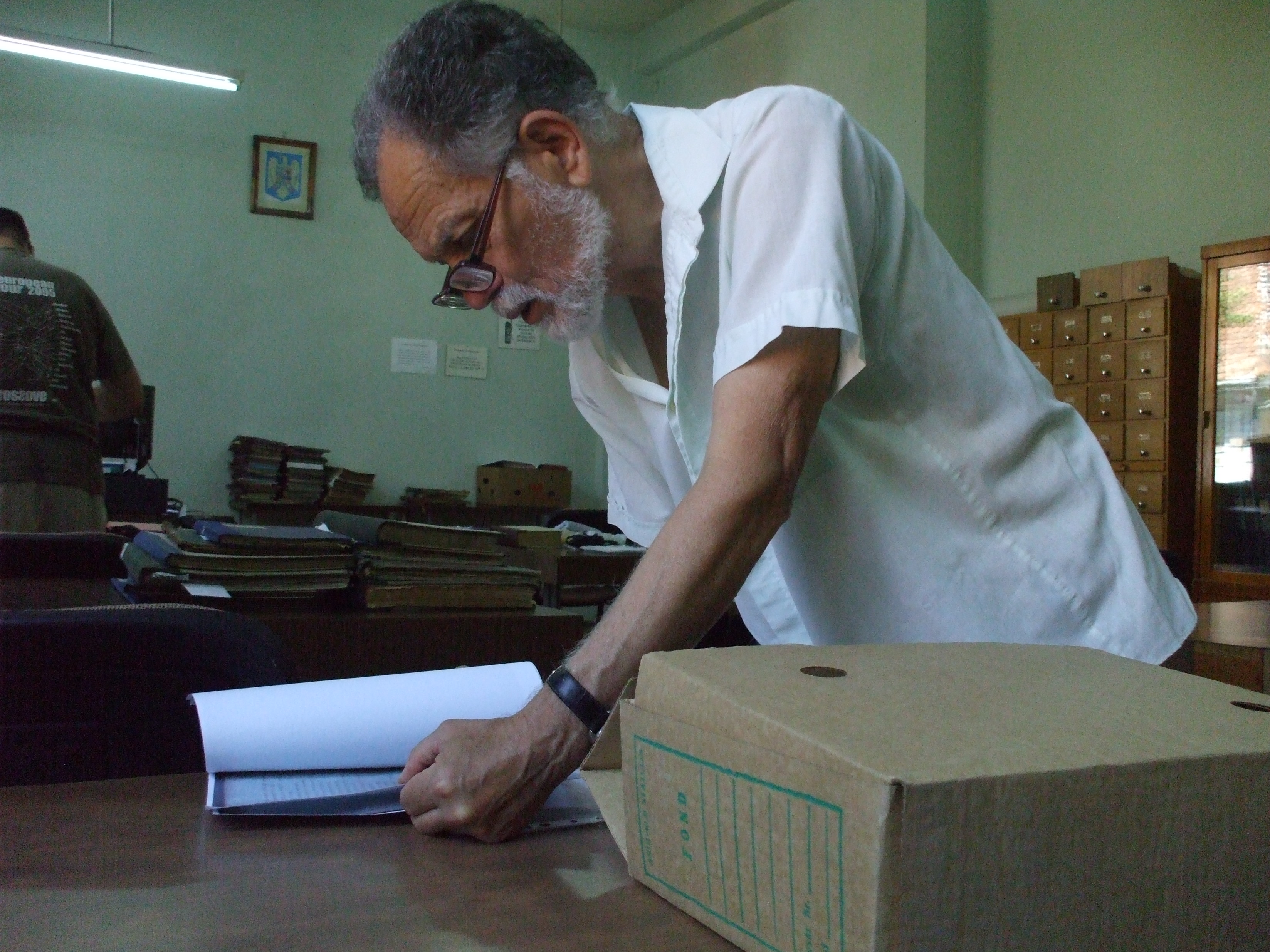
2012-ben

Vincze Zoltán, teljes nevén Vincze Zoltán Levente (Bánffyhunyad, 1940. november 27. – Kolozsvár, 2018. április 4.) erdélyi magyar történész, régész és pedagógus. Tanítóházaspár negyedik gyermekeként született, apja a kalotaszentkirály-zentelki Vincze András, a Vincze-Jancsi és Thököli családok egyik sarja, anyja a naszódi születésű Oláh Anna, a nagybaconi eredetű Oláh és Zöldi családok leszármazottja. Egyik anyai nagybátyja Oláh Tibor író, műfordító, kritikus, a Marosvásárhelyi Művészeti Egyetem tanára volt.

## Életútja, munkássága
Az egykori Rudolf-úti iskolában kezdte tanulmányait, ahol szülei is tanítottak, majd a kolozsvári 7-es sz. Középiskolában (az egykori Unitárius Kollégiumban) érettségizett 1957-ben. Egy évnyit volt a Bolyai Tudományegyetem magyar-történelem szakos hallgatója, majd az összevonás után a BBTE Történettudományi Karán szerzett régészetből oklevelet 1962-ben. Tanári pályájának állomásai: Szék (1962–70), Torockó (1970–74), Székelykocsárd (1974–79), majd Kolozsvár. 2001-ben elérte a nyugdíjhatárt és élt is vele, hogy kutatásaival foglalkozhasson.
Első írása az Igazságban jelent meg 1966-ban. Kutatási területe a helytörténet és a művelődéstörténet volt. Dolgozatokat közölt a torockói iskoláról - A torockói iskola pártfogói és tanulói (1789-1892). In: Erdélyi Múzeum. LV. k. 1993. 3-4. 34-49(https://erdelyimuzeumfolyoirat.adatbank.ro/pdf/003Vincze.pdf), az ottani temetőről - Régi torockói sírkövek. In: Acta. – (1997) 2., p. 151-176. (http://epa.oszk.hu/03200/03277/00005/pdf/EPA03277_acta_1997_2_151_176.pdf), a kolozsvári hóstátiak gazdálkodásáról - Pillich László – Vetési László – Vincze Zoltán 1984. A kolozsvári magyar hóstáti közösség népesedési és szerkezeti alakulása (1899–1980). In: Egyed Péter (szerk.): Változó valóság - 1984. Városkutatás. Bukarest. Kriterion Kiadó. 54-111. (http://epa.oszk.hu/03000/03018/00242/pdf/EPA03018_honismeret_%202017_1_015-020.pdf) és a város történetéről. Bíró Vencel piarista tanár és Ferenczi István régész életművét értékelő írásokkal, Kós Károly-dokumentumok közlésével adózott az elődök emlékének.
Ismeretterjesztő cikkeit, tanulmányait a Tanügyi Újság, Erdélyi Múzeum, Szabadság, Kalotaszeg, Korunk, Művelődés, Acta Siculica, Acta Ephemeris Napocensis, Géniusz, Keresztény Magvető, Magiszter, valamint a Változó valóság (Bukarest, 1984), Emlékkönyv Kiss András születésének 80. évfordulójára (Kolozsvár, 2003), Aranyos-vidék magyarsága (uo. 2006), Hivatás és tudomány. Az Erdélyi Múzeum-Egyesület kiemelkedő személyiségei (uo. 2009), Az Erdélyi Múzeum-Egyesület gyűjteményei (uo. 2009) c. tanulmánykötetek, a Kalauz a régi és új Kolozsvárhoz c. városismertető (Kolozsvár, 2001), a Kőrösi Csoma Sándor Közművelődési Egyesület – Kovászna kiadványai (2001, 2004) és a kolozsvári Báthory István Líceum évkönyvei közölték.
Az 1990-es évektől a kolozsvári régészeti iskola, az EME Érem- és Régiségtára múltját kutatta. E tárgyban közölt fontosabb dolgozatai: 
- A Keleti Intézet Pósta Béla-i terve;
- Pósta Béla, a keletkutató régész;
- Létay Balázs – derékba tört régészpálya, Pósta Béla és tanítványai, Pósta Béla (1862–1919), Az érem- és régiségtár.

A Romániai magyar irodalmi lexikon munkatársa: a IV–V. kötet történettudományi tárgykörű szócikkei egy részének szerzője. Romániában úttörőnek számító tankönyvének, az erdélyi magyarság megroppant identitástudatát erősítő mondanivalója miatt, „Ott volna a helye a legkisebb faluban, szórványban is, a szülői ház könyvespolcán, kézügyben” – véli Nagy Pál.
Nyomdagép alá rendezte az Erdélyi Múzeum-Egyesület kiadásában Pósta Béla, Az Erdélyi Nemzeti Múzeum Érem- és Régiségtárának története című munkáját, amely egy évszázadnyit várt a kiadásra: "Pósta Béla 1899 és 1919 között a kolozsvári egyetem régészeti tanszékének tanára volt, ugyanakkor az Erdélyi Múzeum-Egyesület egyetemi használatban lévő Érem- és Régiségtárának igazgatója. Pósta Béla kiadásra szánt szövege 1909-ben az EME fennállásának 50. évfordulójára készült, de mindeddig nem jelent meg nyomtatásban. A dolgozat a régiségtár akkori állapotát, valamint annak történetét mutatja be. A kézirat képmelléklettel történő kiadása az intézménytörténet nagy eseménye. A Pósta által kiválasztott fényképek többségét sikerült a levéltárban azonosítani, csak néhányat kellett más forrásból pótolni. A kéziratra néhai Csetri Elek bukkant rá, azonosítása, gondozása és a magyarázó előszó Vincze Zoltán munkája." https://eda.eme.ro/bitstream/handle/10598/29944/EME_ETF279_PostaBela-AzEMEEremEsRegisegtaranakTorteneteR.pdf?sequence=1&isAllowed=y

## Kötetei
- A romániai magyar nemzeti kisebbség történelme és hagyományai (általános iskolai tankönyv, társszerző László László. Kolozsvár. 1999; újrakiadása uo. 2005); https://www.foantikvarium.hu/hu/issue/rom%C3%A1niai-magyar-nemzeti-kisebbs%C3%A9g-t%C3%B6rt%C3%A9nelme-%C3%A9s-hagyom%C3%A1nyai-tank%C3%B6nyv-vi-%C3%A9s-vii-oszt%C3%A1lyosok
- A kolozsvári Farkas utca. Művelődéstörténeti barangolás; Stúdium, Kolozsvár, 2003
- A kolozsvári régészeti iskola a Pósta Béla-korszakban, 1899–1919; Erdélyi Múzeum-Egyesület, Kolozsvár, 2014. ISBN 9786068178912 https://eme.ro/servlet/eme/template/publisher,PPaper.vm/paperid/631/layout/PKiadoIndexLayout.vm;jsessionid=0864416D24D4882F536FF6D06E3D2884
- Roska Márton áldozata; Erdélyi Múzeum-Egyesület, Kolozsvár, 2021. https://eda.eme.ro/items/48d89c57-2aee-4df6-918a-131f8500bba7

## Díjai, kitüntetései
- EME • Gróf. Mikó Imre Emlékérem (2009)
- Magyar Ezüst Érdemkereszt (2013)
- RMPSZ • Apáczai-díj (2014)
- EMKE • Kőváry László Díj (2015)
- EME és Gróf Mikó Imre Alapítvány • Entz Géza Tudományos Díj (2018)